# الیزا دوشکو
الیزا دوشکو (به انگلیسی: Eliza Dushku) یک بازیگر و مدل اهل آمریکا، زادهٔ ۳۰ دسامبر ۱۹۸۰ میلادی در کشور آلبانی است.

## فیلم‌ها

### سینمایی
- آن شب-۱۹۹۲
- زندگی این پسر-۱۹۹۳
- دروغ‌های حقیقی-۱۹۹۴
- خدانگهدار عشق-۱۹۹۵
- با خورشید مسابقه دهید-۱۹۹۶
- آن را روشن کنید-۲۰۰۰
- جی و باب ساکت پاتک می‌زنند-۲۰۰۱
- بازماندگان روح-۲۰۰۱
- پسر جدید-۲۰۰۱
- شهر ساحلی-۲۰۰۲
- پیچ اشتباه-۲۰۰۳
- بوسه-۲۰۰۳
- شام آخر-۲۰۰۶
- در برادوی-۲۰۰۷
- پسر نوبل-۲۰۰۷
- سکس و صبحانه-۲۰۰۷
- شوک بطری-۲۰۰۸
- قاتل حروف الفبا-۲۰۰۸
- پوشش-۲۰۰۸
- قبرها را باز کن-۲۰۰۹
- قفل شده در-۲۰۱۰
- بتمن: سال اول-۲۰۱۱
- نویسنده بد-۲۰۱۴
- جین یک دوست‌پسر می‌خواهد-۲۰۱۵
- الوییز-۲۰۱۷
- قدیس-۲۰۱۷

### سریال
- بافی قاتل خون‌آشام‌ها
- بتی زشته (اپیزود "Giving Up the Ghost")
- کلیولند شو (اپیزود "Hot Cocoa Bang Bang")
- پادشاه تپه (اپیزود "Get Your Freak Off")
- انجل
- یقه سفید در نقش (اپیزود "On The Fence")
- تئوری بیگ بنگ (اپیزود "The Apology Insufficiency")
- بانشی